# 1959年バスケットボール世界選手権
1959年バスケットボール世界選手権（FIBA World Championship 1959）は、1959年に、チリのサンティアゴなど5都市で開催されたバスケットボールの国際大会である。
ブラジルが初優勝を果たした。

## 最終順位
| 1959年世界選手権 優勝国: |
| ------------------------ |
| ブラジル 初優勝          |

| 順位 | 国             |
| ---- | -------------- |
| 2    | アメリカ合衆国 |
| 3    | チリ           |
| 4    | 台湾           |
| 5    | プエルトリコ   |
| 6    | ソビエト連邦   |
| 7    | ブルガリア     |
| 8    | フィリピン     |
| 9    | ウルグアイ     |
| 10   | アルゼンチン   |
| 11   | アラブ共和国   |
| 12   | カナダ         |
| 13   | メキシコ       |